# Karen Surenowitsch Chatschaturjan
Karen Surenowitsch Chatschaturjan (russisch Карен Суренович Хачатурян; armenisch Կարեն Սուրենի Խաչատրյանը; * 19. September 1920 in Moskau; † 19. Juli 2011 ebenda) war ein russischer Komponist armenischer Abstammung.

## Leben
Karen Surenowitsch Chatschaturjan, Sohn des Schauspielers Suren Chatschaturow und Neffe Aram Chatschaturjans, studierte zunächst Komposition bei Genrich Litinski und war von 1945 bis 1949 am Moskauer Konservatorium Schüler von Wissarion Schebalin, Dmitri Schostakowitsch und Nikolai Mjaskowski. Von 1951 bis 1959 und ab 1968 unterrichtete er am Konservatorium Komposition.
Er schuf vier Sinfonien, eine Sinfonietta, ein Oratorium, Bühnen- und Filmmusiken, kammermusikalische Werke sowie eine Operette. Chatschaturjan schrieb auch Musik zu Trickfilmen des sowjetischen Filmstudios Sojusmultfilm.

## Werke (Auswahl)
- Cippollino (Ballett)
- 4 Sinfonien
- Streichtrio
- Sonate für Violine und Klavier, Op. 1 (Leonid Kogan gewidmet) (1947)
- Cello Sonata (dedicated to Rostropovich)